# Германское неоязычество
Германское неоязычество, «язычество» (Heathenry, Heathenism), современное германское язычество — неоязыческое религиозное движение, аппелирующее к дохристианским верованиям германских народов. Религиоведы классифицируют его как новое религиозное движение. Разработано в Европе в начале XX века. Практикующие моделируют религию на основе дохристианских религий германских народов железного века и раннего Средневековья. Пытаясь реконструировать эти системы верований прошлого, германское неоязычество использует в качестве основы сохранившиеся исторические, археологические и фольклорные свидетельства, хотя подходы к этому материалу значительно различаются.
Германское неоязычество не имеет единой теологии, но оно типично политеистическое, основанное на пантеоне божеств дохристианской германской Европы и перенимает космологические взгляды этих обществ прошлого, в том числе анимистический взгляд на космос, в котором мир природы пронизан духами. Божества и духи почитаются через жертвоприношения, известные как блот, во время которых им предлагается еда и возлияния. Они часто сопровождаются пиром (symbel), актом церемониального питья с богами алкогольного напитка. Некоторые практикующие также участвуют в ритуалах, призванных вызвать изменённое состояние сознания и видения, в первую очередь seiðr и galdr, с намерением получить мудрость и совет от божеств. Многие практикующие одиночки следуют религии сами по себе. Другие язычники собираются небольшими группами, обычно известными как сородичи (kindreds) или очаги (hearths), для совершения своих обрядов на открытом воздухе или в специально построенных зданиях. Языческие этические системы делают упор на честь, личную неприкосновенность и верность, в то время как представления о загробной жизни различаются и на них редко акцентируется внимание.
Истоки германского неоязычества лежат в романтизме XIX и начала XX веков, который прославлял дохристианские культуры германской Европы. Группы движения фёлькише, почитавшие древнегерманские божества, появились в Германии и Австрии в 1900-х и 1910-х годах; после поражения нацистской Германии во Второй мировой войне эти группы по большей части распались. В 1970-х годах в Европе и Северной Америке образовались новые языческие группы, превратившиеся в формализованные организации. Главным критерием разделения внутри данного неоязыческого движения стал вопрос расы. Старшие группы заняли расиалистскую позицию, в сообществе часто называемую «фёлькише», рассматривая германское язычество как этническую или расовую религию, неотъемлемо связанную с «германской расой». Они считают, что эта религия должна исповедоваться только белыми людьми, особенно североевропейского происхождения, и часто сочетают религию с крайне правыми взглядами и идеями превосходства «белой расы». В то же время большая часть германских неоязычников придерживается «универсалистской» точки зрения, считая, что религия открыта для всех, независимо от этнического или расового происхождения.
Хотя термин Heathenry широко используется для описания религии в целом, многие группы предпочитают разные обозначения в зависимости от их региональной направленности и идеологических предпочтений. Неоязычники, сосредоточенные на скандинавских источниках, могут использовать термины Ásatrú, Vanatru или Forn Sed; практикующие, ориентирующиеся на англосаксонские традиции, используют названия Fyrnsidu или Theodism; те, кто подчеркивает немецкие традиции, называют свою религию Irminism; неоязычники, которые придерживаются направления фёлькише и крайне правых взглядов, склонны отдавать предпочтение терминам Odinism, Wotanism, Wodenism или Odalism. По оценкам исследователей число германских неоязычников во всем мире составляет не более 20 тысяч человек, при этом сообщества практикующих действуют во многих странах в Европе, Америке и Австралазии.

## Определение

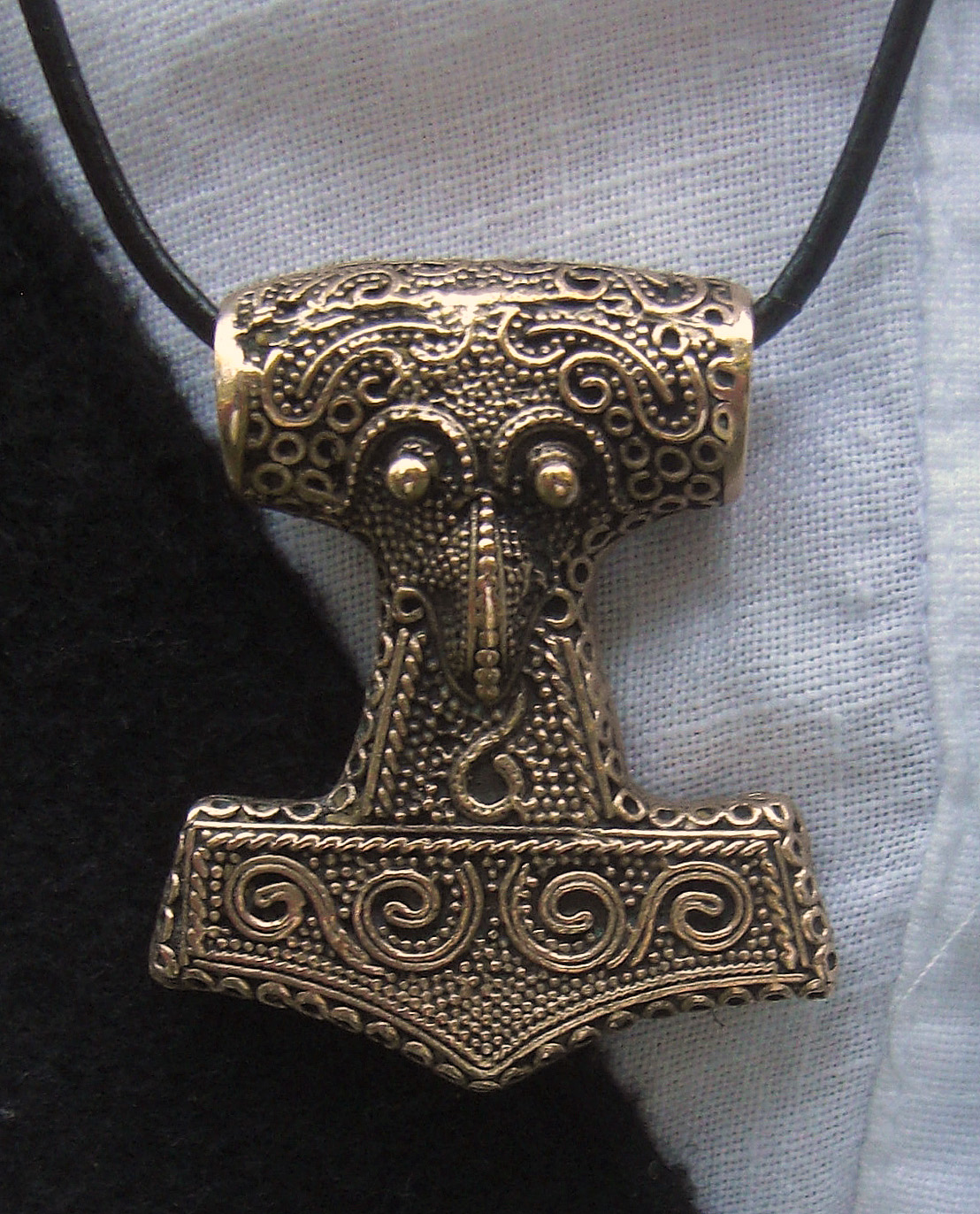
Современная копия кулона эпохи викингов, изображающего Мьёльнир, молот бога Тора. Такие подвески часто носят германские неоязычники

Религиоведы классифицируют Heathenry как новое религиозное движение и, в частности, как реконструкционистскую форму современного язычества. Heathenry определяется как «широкое современное языческое новое религиозное движение (НРД), которое сознательно вдохновлено лингвистически, культурно и (в некоторых определениях) этнически „германскими“ обществами железного века и раннего Средневековья Европы, существовавшими до христианизации» и как «движение за возрождение и/или переосмысление для нашего времени практик и мировоззрений дохристианских культур Северной Европы (или, в частности, германоязычных культур)».
Практики стремятся возродить эти прошлые системы верований, используя сохранившиеся исторические исходные материалы. Среди использованных исторических источников — древнескандинавские тексты, связанные с Исландией, такие как «Прозаическая Эдда» и «Поэтическая Эдда», древнеанглийские тексты, такие как «Беовульф», и средневерхненемецкие тексты, такие как «Песнь о Нибелунгах». Некоторые неоязычники также перенимают идеи из археологических свидетельств дохристианской Северной Европы и фольклора более поздних периодов европейской истории. Многие неоязычники называют этот материал знаниями (Lore), и его изучение является важной частью религии. Некоторые письменные источники, однако, остаются проблематичными как средство «реконструкции» дохристианских систем верований, потому что они были написаны христианами и касаются дохристианской религии лишь фрагментарно и предвзято. Антрополог Дженни Блейн характеризует Heathenry как «религию, построенную из неполного материала» , в то время как ученый-религиовед Майкл Стрмиска описывает его верования как «пронизанные неопределённостью и исторической путаницей», тем самым характеризуя его как постмодернистское движение.
Способы, которыми неоязычники используют этот исторический и археологический материал, различаются. Некоторые стремятся максимально точно реконструировать прошлые убеждения и обычаи, в то время как другие открыто экспериментируют с этим материалом и вводят инновации. Некоторые, например, адаптируют свои практики в соответствии с непроверяемым личным гнозисом (UPG), который они приобрели благодаря духовному опыту. Другие перенимают концепции из сохранившихся мировых этнических религий, а также современных политеистических традиций, таких как индуизм и афро-американские религии, полагая, что это помогает построить духовные мировоззрения, подобные тем, которые существовали в Европе до христианизации. Некоторые практикующие, акцентирующие внимание на опору исключительно на исторических и археологических источниках, критикуют такой подход, используя в отношении него рассматриваемый как пейоративный термин неоязычество.

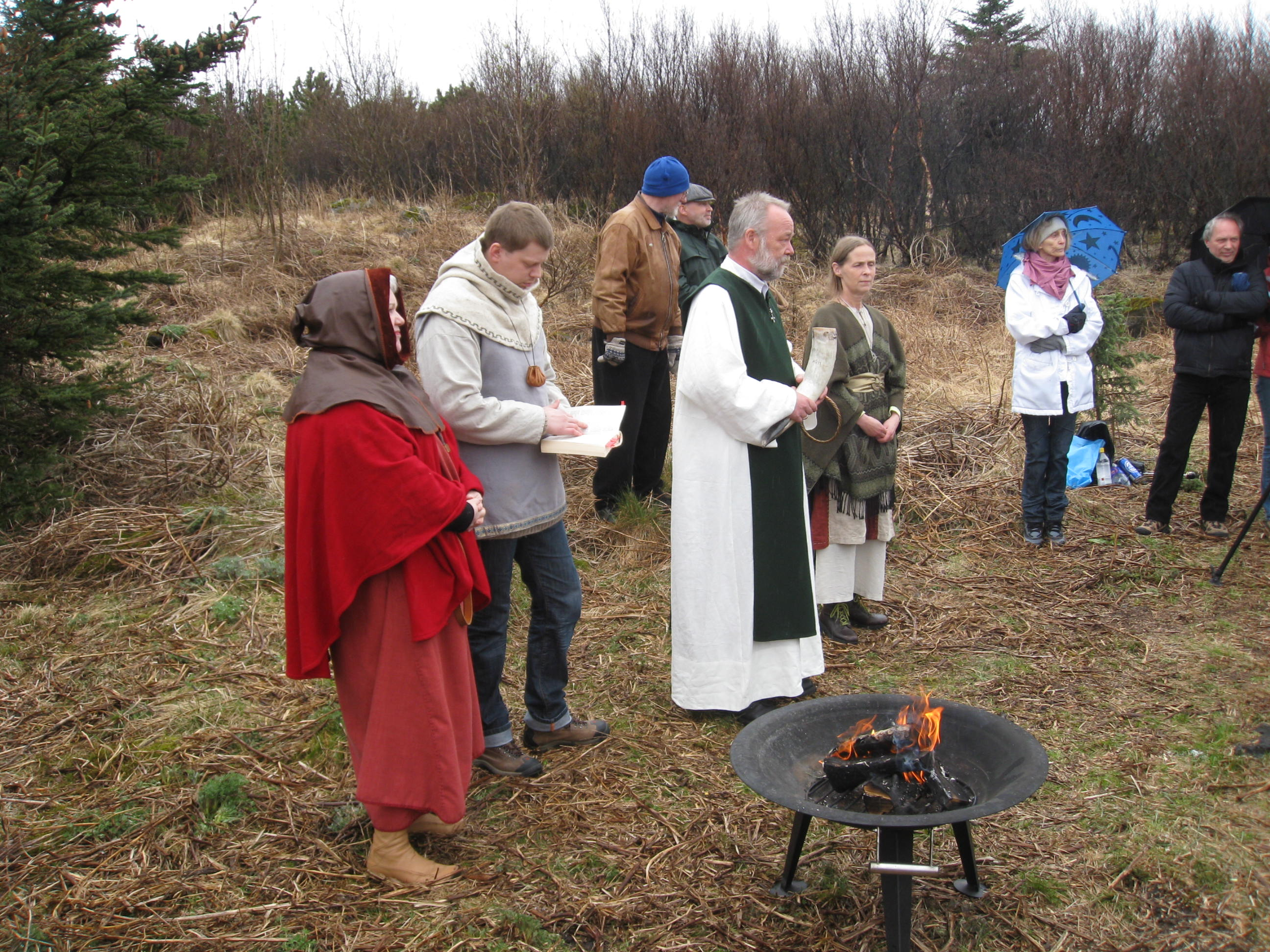
Обряд 2009 года, совершенный на исландском холме Эскьюхлид, Рейкьявик

Некоторые неоязычники используют в качестве основы для своих верований и практик общие культурные элементы железного века и раннего Средневековья всей германской Европы. Другие черпают вдохновение из верований и обычаев определённой географической области и хронологического периода в пределах германской Европы, таких как англосаксонская Англия или Исландия эпохи викингов. Некоторые неоязычники глубоко осведомлены об особенностях североевропейского общества в периоды железного века и раннего Средневековья, однако для большинства практикующих основным источником информации о дохристианском прошлом является художественная литература и популярные сведения о скандинавской мифологии. Многие выражают романтизированный взгляд на это прошлое, иногда популяризируя неправильные представления о нем. Социолог религии Дженнифер Снук отмечает, что многие практикующие «прислушиваются к более эпической, анахроничной и чистой эпохе предков и героев».
Антрополог Мерфи Пицца считает, что Heathenry можно понимать как «изобретенную традицию». По мнению религиоведа Фредрика Грегориуса, несмотря на то, что между Heathenry и дохристианскими системами верований германской Европы не существует «реальной преемственности», практикующие неоязычники часто не любят, когда их считают приверженцами «новой религии» или «нового измышления» и предпочитают представлять себя в качестве последователей «традиционной веры». Многие практикующие избегают использования научного этического термина «реконструкционизм» для описания своей практики, предпочитая характеризовать её как «религию коренных народов» с параллелями в традиционных системах верований коренных народов мира. Заявляя о чувстве аборигенности, некоторые неоязычники, особенно в Соединённых Штатах, пытаются представить себя жертвами средневекового христианского колониализма и империализма. Опрос германского неоязыческого сообщества, проведенный в 2015 году, показал, что такое же количество практикующих (36 %) считают свою религию реконструкцией, как и тех, кто считает её прямым продолжением древних систем верований; только 22 % признали её современной, но вдохновлённой прошлым, хотя последнее было доминирующей интерпретацией среди практикующих в странах Северной Европы.

### Терминология
Не существует центрального религиозного органа, который установил бы конкретное терминологическое обозначение всем практикующим. Разные неоязыческие группы используют разные термины для описания как своей религии, так и самих себя, причём эти термины часто передавали значение их социально-политических убеждений, а также были связаны с конкретным регионом дохристианской германской Европы, из которого они черпали вдохновение.
Религиоведы обычно предпочитают называть движение «Heathenry» и «Heathenism», поскольку эти термины охватывают все его разновидности. Этот термин чаще всего используется практикующими в Великобритании. Чаще становится его употребление в Северной Америке и других странах. Эти термины основаны на слове heathen (язычник), засвидетельствованном как готское haithn, которое было принято готскими арианскими миссионерами в качестве эквивалента греческих слов Hellenis (эллин, греч.) и ethnikós — «(чужой) народ». Это слово использовалось раннесредневековыми христианскими авторами в германской Европе для описания нехристиан. Практикующие германские неоязычники стремятся реапроприировать его у христиан как форму самоназвания. Многие практикующие предпочитают термин Heathen, а не pagan (языческий), потому что первый термин возник в германских языках, тогда как термин pagan пришёл из латыни.

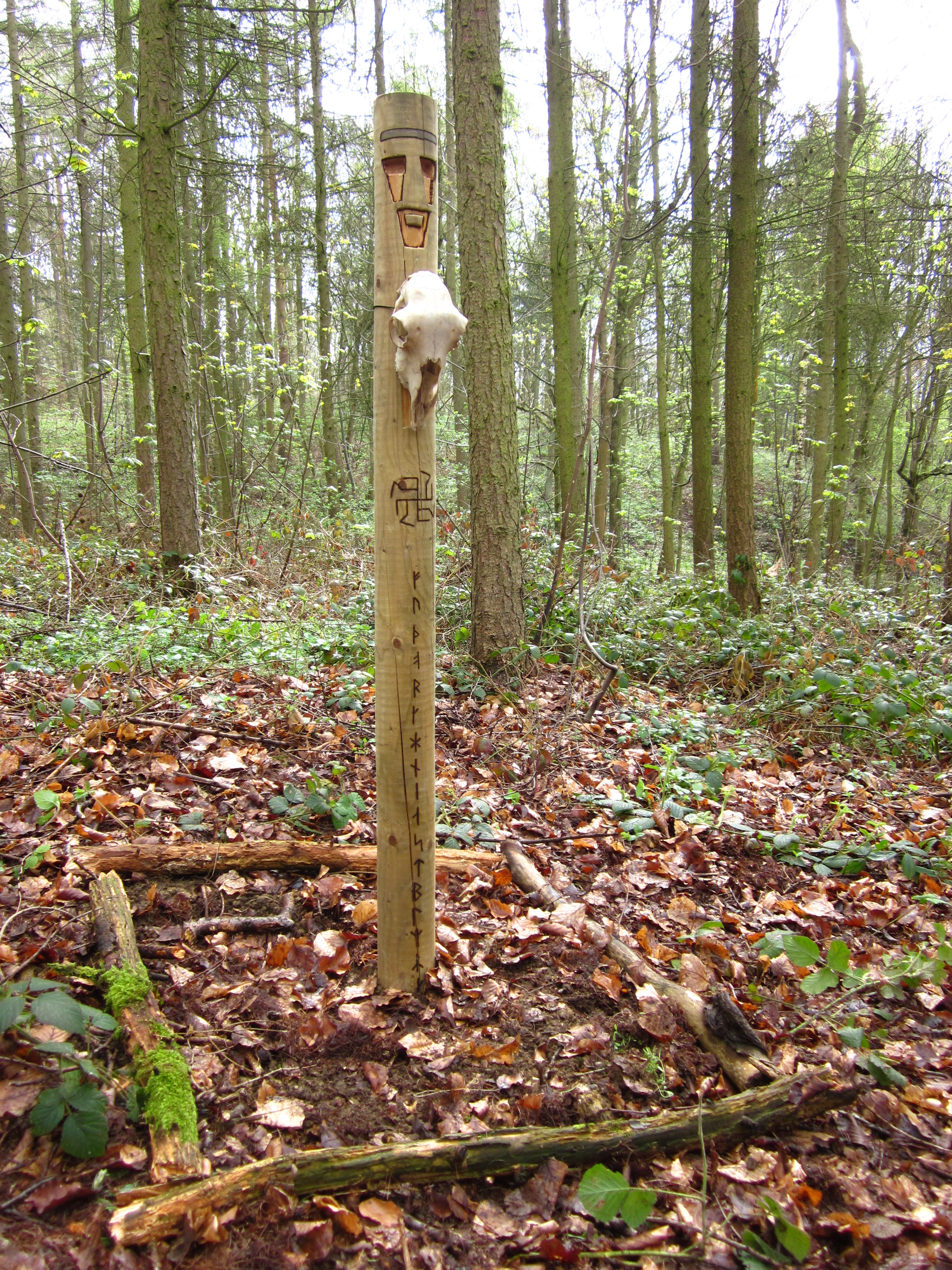
Неоязыческое ритуальное пространство, отмеченное выгравированным деревянным столбом с рунами, расположенное на в Шропшире, Англия

Другими терминами, используемыми в некоторых академических контекстах, являются современное германское язычество и германское неоязычество, хотя последний является «искусственным термином», созданным учёными и мало используемым в сообществе Heathenry. Блейн предложил использовать термин североевропейское язычество в качестве всеобъемлющего научного термина для движения. Стрмиска отметил, что это также будет охватывать практикующих из финских и славянских регионов северо-восточной Европы. Он отдавал предпочтение термину современное скандинавское язычество (Modern Nordic Paganism), но соглашался с тем, что этот термин исключает тех неоязычников, которые особенно аппелируют к дохристианским системам верований нескандинавских германских обществ, таких как англосаксы и готы.
Другое название религии — исландское Ásatrú, что переводится как «вера асов» (асы — группа божеств в скандинавской мифологии). В Северной Америке термин чаще передаётся как Asatru, а практикующие известны как Asatruar. Термин предпочитают практикующие, которые акцентируются на скандинавских божествах, однако он проблематичен, так как многие самоидентифицированные асатруары поклоняются сущностям, отличным от асов, таким как ваны, валькирии, эльфы и дварфы. Хотя изначально это был популярный термин для обозначения среди практикующих и исследователей, его использование сократилось по мере развития религии.
Другие практикующие называют свою религию Vanatrú, что означает «те, кто чтит ванов», или Dísitrú, что означает «те, кто чтит богинь», в зависимости от их конкретного теологического акцента. Небольшая группа практикующих, почитающих ётунов, называет свою традицию Rokkatru. Хотя с середины 2000-х годов он ограничивается Скандинавией, более популярным стал термин Forn Siðr или Forn Sed («старый путь»). Это также термин, заимствованный из христианского употребления, который ранее использовался в уничижительном смысле для описания дохристианской религии в древнескандинавском своде саг «Круг Земной». Другими терминами, используемыми в сообществе для описания своей религии, являются северная традиция, скандинавское язычество и саксонское язычество. В первой трети XX века обычно использовались термины немецкая, нордическая или германская вера. В Соединённых Штатах группы немецкой ориентации использовали термин Irminism, группы англосаксонской ориентации — Fyrnsidu или Theodism.
Многие ориентированные на расиализм германские неоязычники предпочитают термины Odinism или Wotanism для описания своей религии. Базирующаяся в Англии расиалистская группа «Woden’s Folk» использует термины Wodenism и Woden Folk-Religion, другая расиалистская группа, «Языческий фронт», — термин Odalism, придуманный Варгом Викернесом, связанный с руной одал. Таким образом, существует общее мнение, что все использующие термин Odinism принимают явно политическую, правую и расиалистскую интерпретацию религии, в то время как термин Asatru используется более умеренными германскими неоязыческими группами, однако на практике такого чёткого разделения использования этих терминов нет. Грегориус отметил, что термин Odinism «крайне проблематичен», поскольку он подразумевает, что бог Один из скандинавской мифологии занимает центральное место в теологии этих групп, что часто не верно. Более того, этот термин также используется по крайней мере одной нерасиалистской группой, британской «Odinshof», которая особенно привержена почитанию Одина.

## Демография

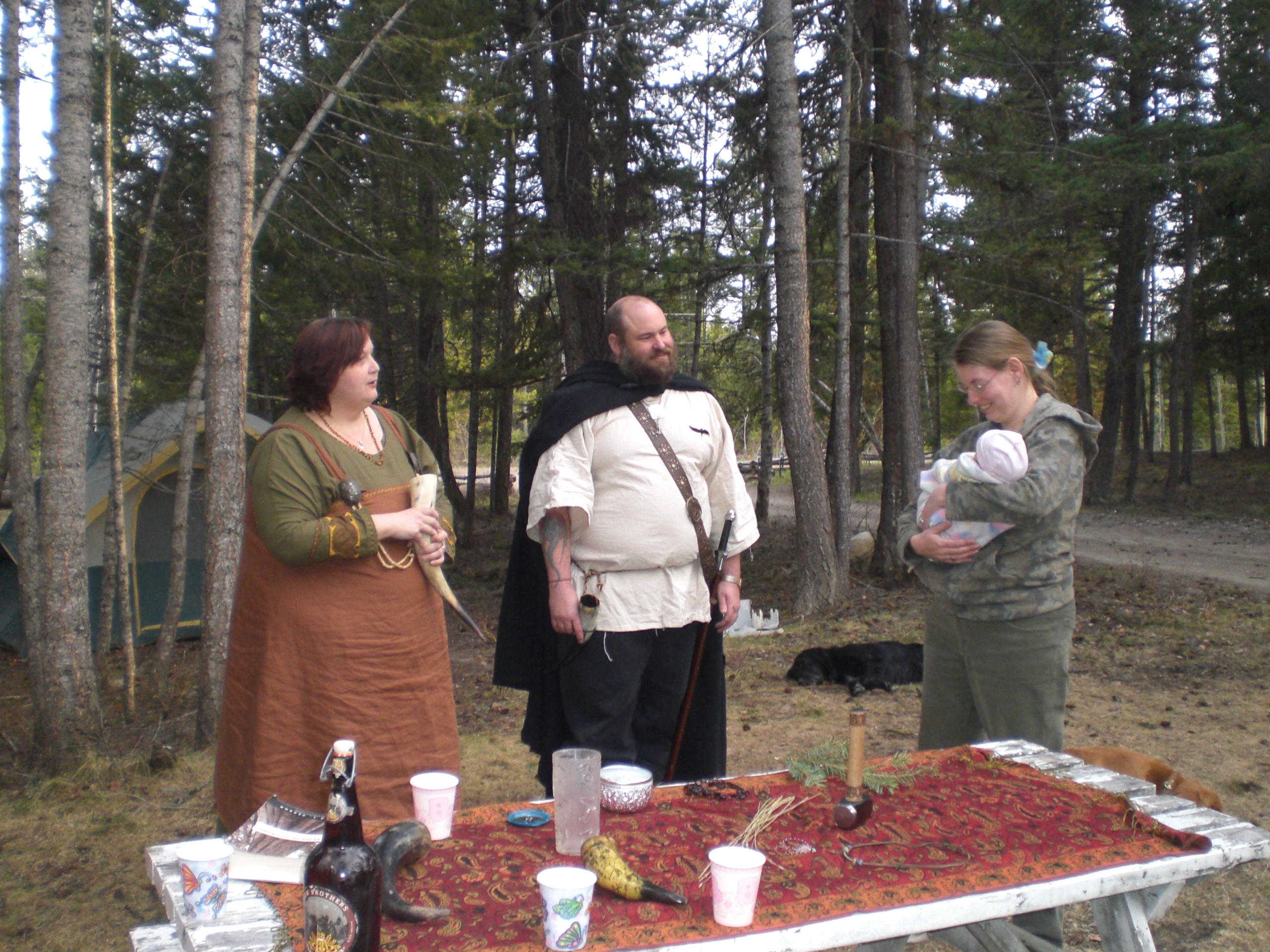
Ритуал имянаречения младенца, Языческое общество фрихолда Британской Колумбии

Приверженцы германского неоязычества проживают в основном в Европе, Северной Америке и Австралазии, а более поздние общины также существуют в Латинской Америке. В основном германское неоязычество имеет распространение в областях с германским культурным наследием, хотя присутствует и в некоторых других регионах. В 2007 году религиовед Грэм Харви отметил, что невозможно получить точную цифру количества германских неоязычников в мире. В 2016 году Стефани фон Шнурбейн писала, что в мире, вероятно, не более 20 000 германских неоязычников.
По данным состоянию на 2021 год 32 фёлькише (нео-фёлькише) организации в Соединённых Штатах определены Южным центром правовой защиты бедноты как группы ненависти, крупнейшей из которых является Народная ассамблея Асатру.

## Расизм и национализм
«Народный дух», которому уделяется большое внимание в рамках этнического национализма, часто отождествляется с религией, поэтому возникает стремление создать или возродить собственную религию или национализировать одну из мировых религий. Генрих Гейне связывал национализм с язычеством. Разделявший его мнение философ Н. А. Бердяев отмечал закономерность тенденции перехода германского антисемитизма в антихристианство. Публицист Д. С. Пасманик (1923) писал, что последовательный антисемитизм должен отвергать не только иудаизм, но и христианство. Он отмечал, что эта тенденция уже привела Германию к поклонению Одину, а в будущем, по его мнению, неизбежно приведёт Россию к поклонению Перуну.

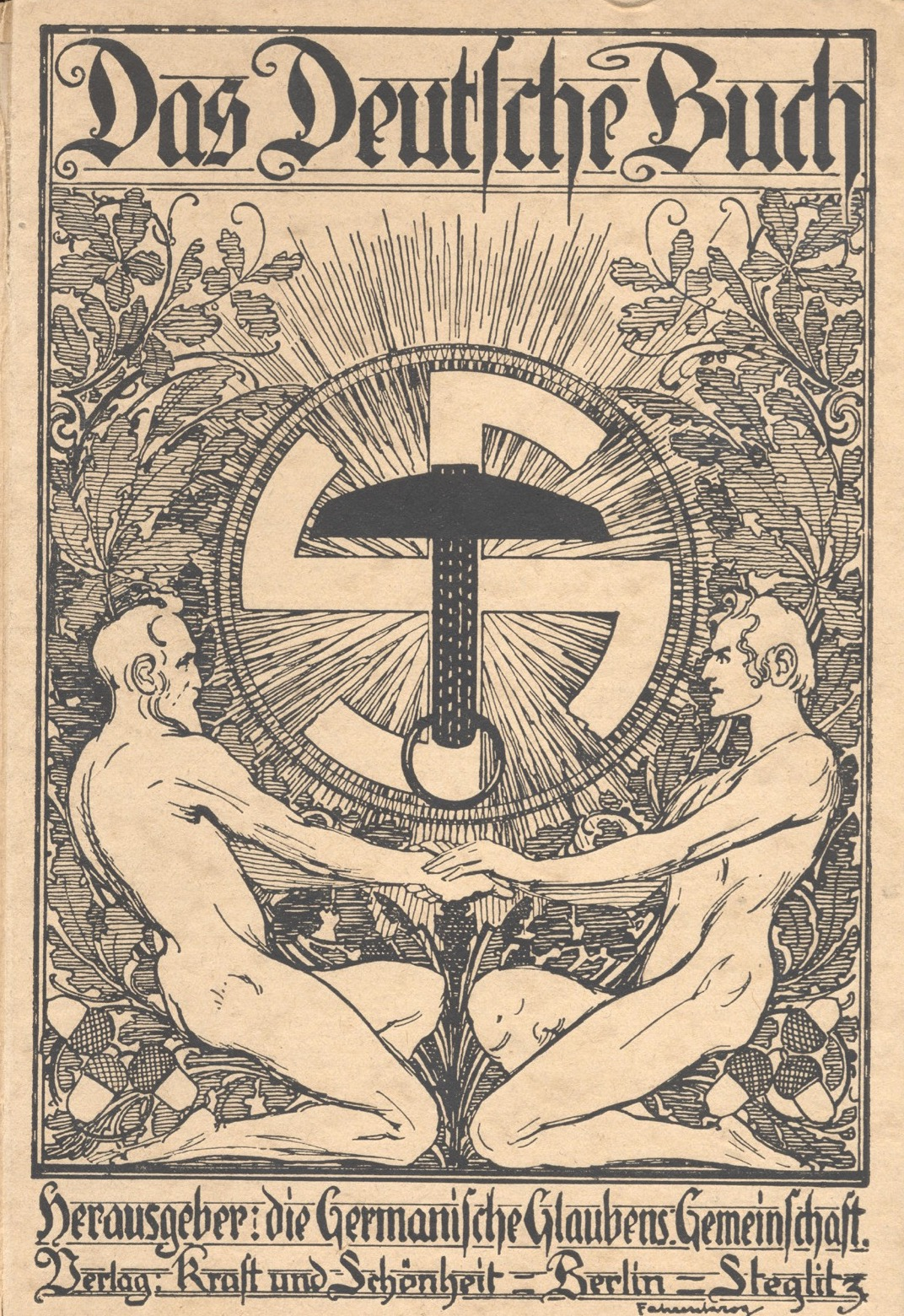
Немецкая неоязыческая организация «» (Germanische Glaubens-Gemeinschaft, GGG), основанная художником и поэтом, представителем движения фёлькише. Брошюра, около 1920

Неоязыческие идеи присутствовали в ариософии, эзотерическом учении, созданном австрийскими оккультистами Гвидо фон Листом и Йоргом Ланцем фон Либенфельсом в Австрии между 1890 и 1930 годами. Для воссоздания религии древних германцев Лист использовал скандинавский эпос и творчество современных ему теософов, в частности Макса Фердинанда Зебальдта фон Верта (1859—1916), который описывал евгенические практики «арийцев», а также «Тайную доктрину» Елены Блаватской и «Утраченную Лемурию» Уильяма Скотта-Эллиота. Под влиянием этих работ Лист использовал термины «ариогерманцы» и «раса» вместо «немцы» и «народ», возможно, чтобы подчеркнуть совпадение с пятой коренной расой в схеме Блаватской.
В нацистской Германии германский языческий фольклор как источник исконных моральных норм почитался выше, чем связанное с иудаизмом христианство. Многие нацисты видели в антихристианстве более глубокую форму антисемитизма. Генрих Гиммлер говорил о необходимости создания «неогерманской религии», способной заменить христианство. Особое неприятие нацистов вызывал Ветхий Завет. Адольф Гитлер называл его «Библией Сатаны». Розенберг требовал запретить его как «проводник еврейского влияния» и заменить нордическими сагами. Нацистская идеология сочетала почитание «языческого наследия предков» с пуританской, христианской половой моралью, которую должен был олицетворять «нордический» Аполлон.
Германский оккультизм и неоязычество возникли в начале XX века и стали влиятельными благодаря таким учениям, как ариософия, приобретя приверженцев внутри ультраправого движения фёлькише, кульминацией которого в конечном итоге стал нацизм. Развитие подобных идей после Второй мировой войны породило вотанизм, белое националистическое неоязыческое движение в конце XX века.
Идеология превосходства «белой расы» и неонацизм, включающие идеи расизма, антисемитизма и анти-ЛГБТК, проникли во многие германские и скандинавские неоязыческие течения, такие как асатру (иногда называемая одинизмом), либо ассимилировали их. Эти группы считают, что скандинаво-германские верования, которых они придерживаются, составляют истинную европеоидную этническую религию.
Вопрос расы представляет собой главный источник разногласий среди неоязычников, особенно в Соединённых Штатах. В неоязыческом сообществе одна точка зрения состоит в том, что раса является полностью вопросом биологической наследственности, в то время как противоположная позиция состоит в том, что раса является социальным конструктом, уходящей корнями в культурное наследие. В неоязыческом дискурсе США эти точки зрения описываются как фёлькише и универсалистская позиции соответственно. Эти две фракции, которые Джеффри Каплан назвал «расиалистским» и «нерасиалистским» лагерями, часто сталкиваются, при этом Каплан утверждает, что между ними происходит «виртуальная гражданская война» в рамках американского неоязыческого сообщества. Деление на универсалистов и фёлькише также распространились на другие страны, оказав, однако, меньшее влияние на более этнически однородную Исландию. Опрос 2015 года показал, что большее число неоязычников придерживается универсалистских идей, чем идей фёлькише.
Выходя за рамки этой бинарной классификации, религиовед Маттиас Гарделл делит неоязычество в Соединённых Штатах на три фракции в соответствии с их расовой позицией: «антирасистская» фракция, которая осуждает любую связь между религией и расовой идентичностью, «радикально-расистская» фракция, которая считает, что их религии не должны следовать члены других расовых групп, потому что расовая идентичность является естественной религией «арийской расы», и «этническая» фракция, стремящаяся проложить срединный путь, признавая корни своей религии в Северной Европе и её связь с людьми североевропейского происхождения. Религиовед Стефани фон Шнурбейн приняла трёхстороннее разделение Гарделла, и называла эти группы «арасистская», «расово-религиозная» и «этническая» фракции соответственно.

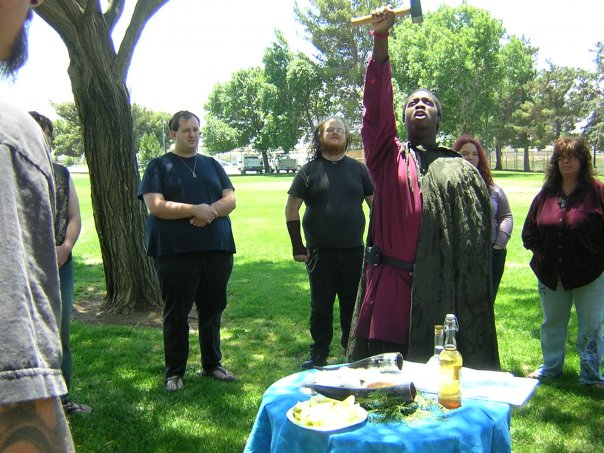
Ритуал универсалистов

Сторонники универсалистского и антирасистского подхода считают, что божества германской Европы могут призвать к поклонению им любого человека, независимо от этнического происхождения. Эта группа отвергает акцент направления фёлькише на расе, полагая, что даже непреднамеренно такой подход может привести к расистскому отношению к людям несевероевропейского происхождения. Практикующие универсалисты, такие как Стефан Гранди, подчёркивают тот факт, что древние северные европейцы женились и имели детей с представителями других этнических групп, а в скандинавской мифологии асы делали то же самое с ванами, ётунами и людьми, поэтому эти неоязычники критикуют расистские взгляды. Универсалисты положительно принимают практикующих неоязычество, которые не имеют североевропейского происхождения; например, в базирующейся в США организации The Troth есть евреи и афроамериканцы, а многие из её белых членов имеют супругов, принадлежащих к разным расовым группам. В то время как некоторые язычники продолжают считать, что германское язычество является врождённой религией, универсалисты иногда утверждали, что это язычество представляет собой врождённую религию для земель Северной Европы, а не для конкретной расы. Универсалисты часто выражают недовольство тем, что некоторые журналисты изображают неоязычество как расистское по своей сути движение, и используют ресурсы Интернета, чтобы подчеркнуть свою оппозицию ультраправой политике.
В современном германском неоязычестве (Heathenry) термины Völkisch, neo-völkisch или англизированное folkish используются как эндонимы, так и экзонимы для групп, которые считают, что религия тесно связана с заявленной биологической расой. Практикующие направление фёлькише считают язычество местной религией биологически отличной расы, которая концептуализируется как «белая», «нордическая», «арийская», «североевропейская» или «английская». Неоязычники-фёлькише обычно считают эти классификации самоочевидными, несмотря на академический консенсус, что раса является культурной конструкцией. Фёлькише группы часто используют этнонационалистический язык и утверждают, что только члены этих расовых групп имеют право исповедовать данную религию, придерживаясь псевдонаучной точки зрения, что «боги и богини закодированы в ДНК» представителей расы. Некоторые практикующие объясняют идею связи своих расы и религии тем, что религия неразрывно связана с коллективным бессознательным этой расы. Американский неоязычник Стивен МакНаллен развил эти представления в концепцию, которую он назвал «метагенетика». МакНаллен и многие другие члены «этнической» фракции неоязычества прямо заявляют, что они не расисты, хотя Гарделл отметил, что их взгляды могут считаться расистскими в соответствии с конкретными определениями этого термина. Гарделл считал многих «этнических» неоязычников этническими националистами.
Многие практикующие направление фёлькише выражают неодобрение мультикультурализма и смешения рас в современной Европе, выступая за расовый сепаратизм. В онлайн-медиа неоязычники-фёлькише часто выражают веру в угрозу расового смешения, в чём они обвиняют общественно-политический истеблишмент, иногда утверждая, что их идеи расовой исключительности являются результатом угрозы, которую другие этнические группы представляют для «белых» людей. Хотя эти группы обычно заявляют о своей цели возродить германское язычество, их расоцентристские взгляды берут своё начало в культуре XIX века, а не древности. Дискурс этой группы содержит понятия о «предках» и «родине», которые понимаются весьма расплывчато. Исследователь Итан Дойл Уайт характеризует позицию Обряда Одина и Братства одинистов как «крайне правую».
Этноцентристские неоязычники резко критикуют своих универсалистских коллег, часто заявляя, что последние были введены в заблуждение литературой нью-эйдж и политкорректностью. Принявшие «этническую» позицию фёлькише подвергаются критике со стороны членов универсалистских и этноцентристских фракций. Первые рассматривают «этническое» неоязычество как прикрытие расизма, вторые считали его приверженцев предателями расы за их отказ полностью принять превосходство «белой расы».
Некоторые неоязычники направления фёлькише являются сторонниками превосходства «белой расы» и явными расистами, представляющими «радикальную расистскую» фракцию, которая использует названия одинизм, вотанизм и воденизм. По словам Каплана, эти адепты занимают «самые отдалённые уголки» неоязычества. Границы между этой формой неоязычества и национал-социализмом (нацизмом) «чрезвычайно тонкие», потому что его приверженцы восхваляют Адольфа Гитлера и нацистскую Германию, заявляют, что «белой расе» грозит вымирание усилиями еврейского мирового заговора, и отвергают христианство как творение евреев. Многие входившие во внутренний круг организации The Order, ополчения сторонников превосходства «белой расы», действовавшего в США в 1980-е годы, называли себя одинистами. Различные расистские неоязычники поддержали лозунг Четырнадцати слов, который был разработан членом The Order Дэвидом Лейном. Некоторые расистские организации, такие как Орден девяти углов и Чёрный орден, сочетают элементы неоязычества с сатанизмом, тогда как другие расистские неоязычники, такие как вотанист Рон МакВан, отвергают синкретизм этих двух религий. Приверженцами одинизма являются многие из тех, кто связан с «Европейским фронтом освобождения» и его союзником, «Комитетом связи за революционный национализм», организациями продвигающими идеи неофашистской третьей позиции. Они также могут продвигать идею «национальной революции» и антисионистскую риторику.